# Moulins-sous-Fléron
Moulins-sous-Fléron is een plaats in de gemeente Beyne-Heusay in de Belgische provincie Luik.

## Toponymie
De plaats is vernoemd naar de watermolens die hier in het beekdal aanwezig waren. De daarin stromende beek heet Ri du Moulin. Watermolens zijn er echter niet meer aanwezig.

## Geschiedenis
Moulins-sous-Fléron kende een steenfabriek die van 1890-1964 in productie was. Het dorp behoorde vanouds tot de gemeente Fléron, maar het grootste deel ervan kwam door de fusie van 1977 bij de fusiegemeente Beyne-Heusay, en wel bij de deelgemeente Queue-du-Bois, teneinde deze een meer aaneengesloten grondgebied te geven.
Op 3 februari 1961 vond een ramp plaats die bekend staat als de crassier de Moulins-sous-Fléron. Het betrof een grondverschuiving die -nadat het overvloedig geregend had- afkomstig was van een terril en die pas in de wijk Quartier de Moulins van Jupille tot stilstand kwam, waarbij 11 personen om het leven kwamen.

## Bezienswaardigheden
- Maagd der Armenkerk

## Galerij

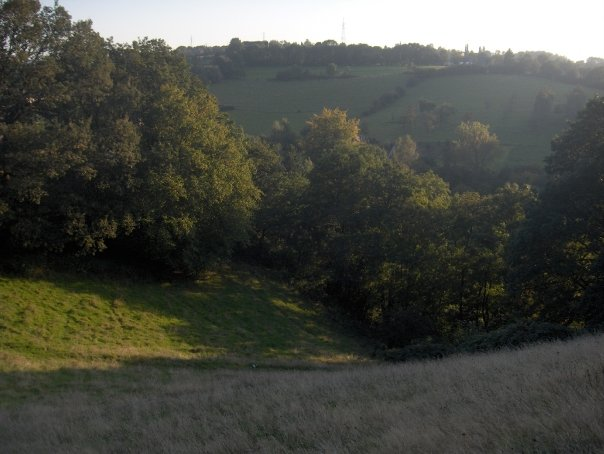
Vallei van de Ri des Moulins
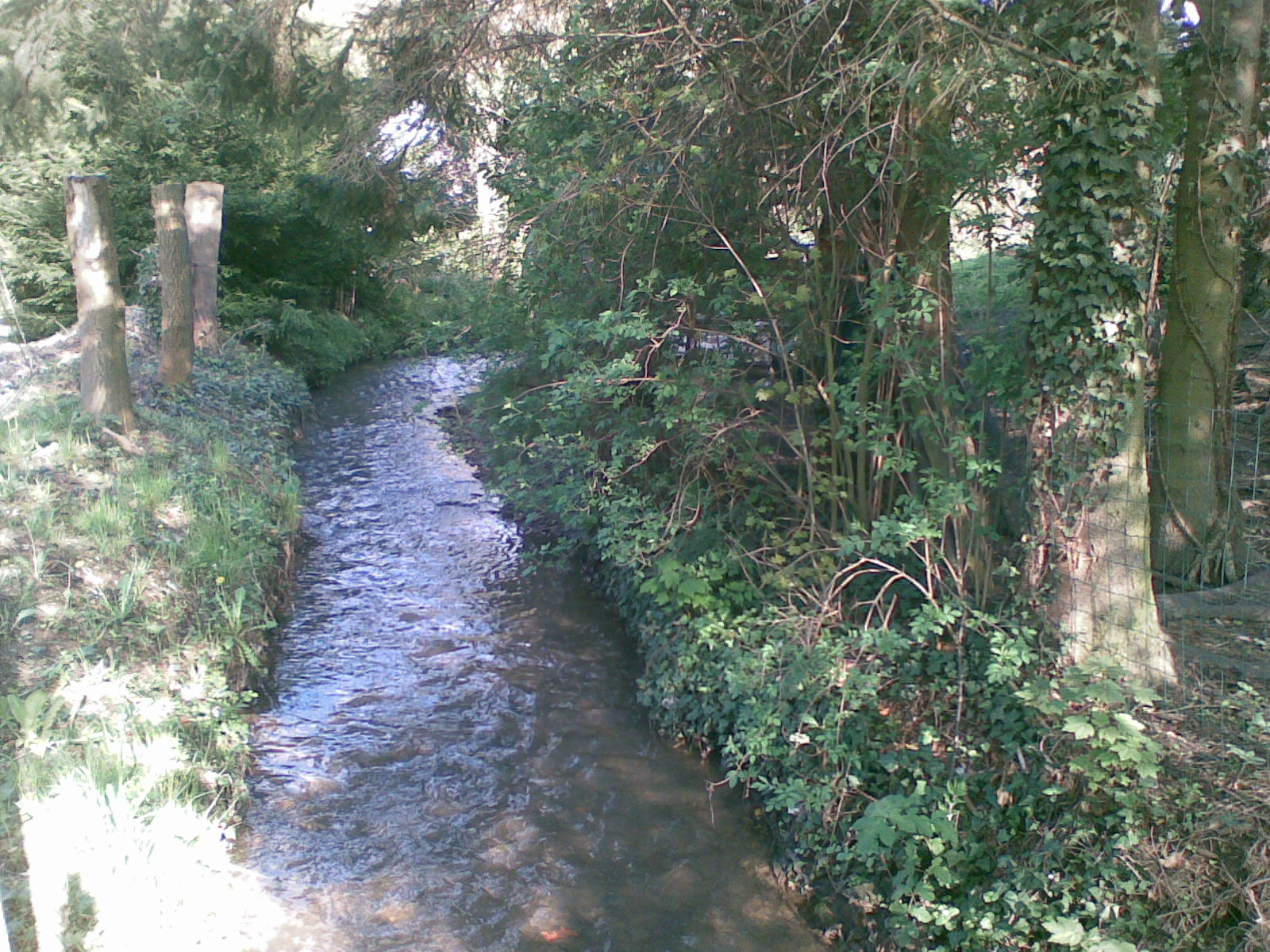
Ri des Moulins
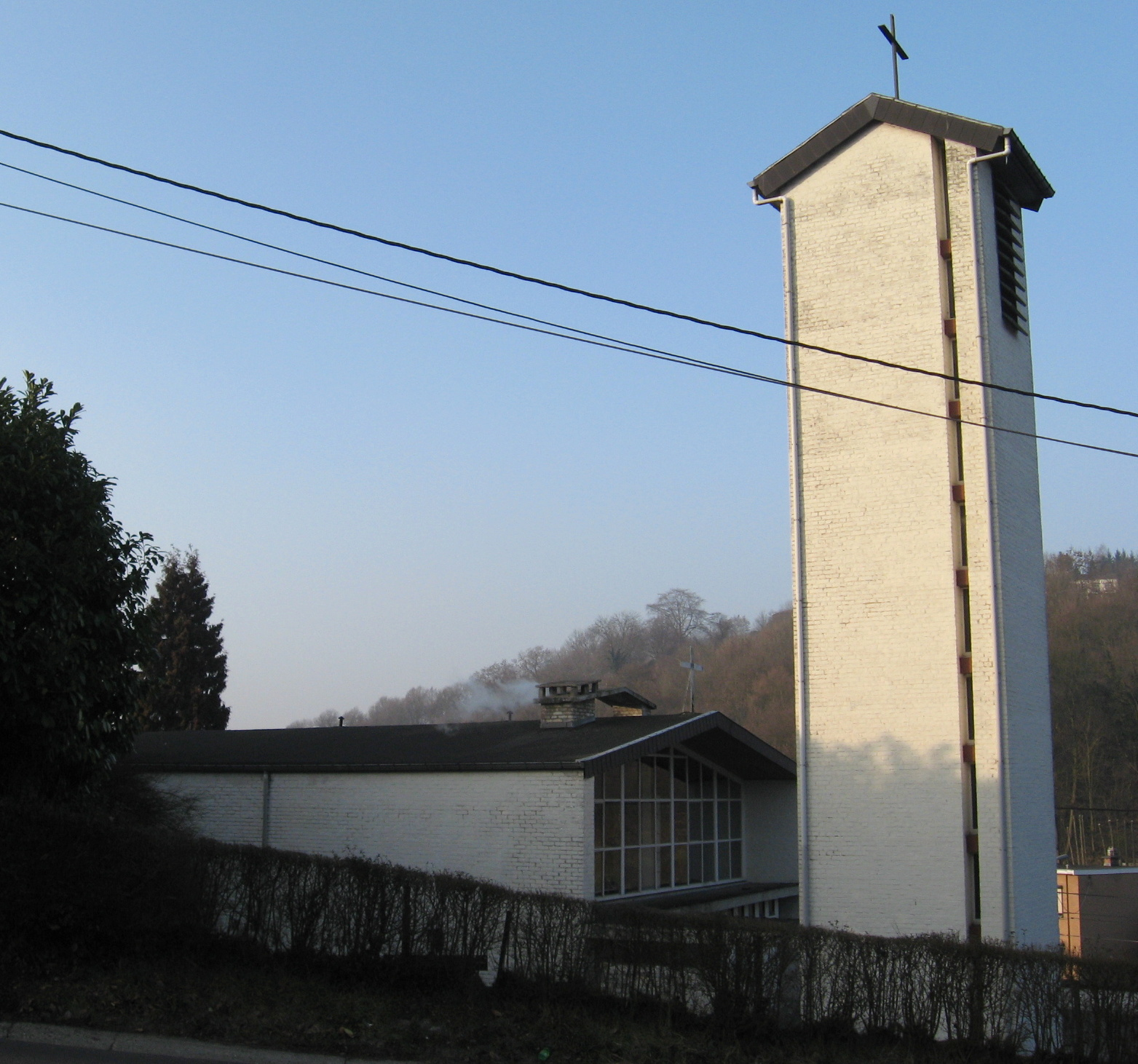
Maagd der Armenkerk

## Nabijgelegen kernen
Fléron, Beyne-Heusay, Bellaire, Queue-du-Bois
Deelgemeenten: Bellaire · Beyne-Heusay · Queue-du-Bois

Overige kern: Moulins-sous-Fléron

Belgische gemeenten · arrondissement Luik · provincie Luik · Wallonië